# Strój kielecko-włoszczowski
Strój kielecko-włoszczowski

## Strój męski
Regionalny strój męski nie był strojem wyjściowym. Mężczyźni nosili siermięgi samodziałowe i czarną bądź granatową odzież wierzchnią z podwójnymi zapinkami. Na głowę zakładali tzw. maciejówki, czyli „miękkie czapki z lakierowanym daszkiem”.

## Strój kobiecy
W przeciwieństwie do stroju męskiego, strój kobiecy był reprezentacyjny. Głównym deseniem w noszonych przez kobiety zapaskach były prążki, zazwyczaj czarne, bordowe lub ciemnoczerwone. Początek XX wieku i moda krakowska rozszerzyły gamę kolorów zapasek. Pojawiła się zieleń, błękit, fiolet i żółć. Tuż przed wojną popularna stała się moda z regionu łowickiego, która charakteryzowała się obecnością kolorów tęczowych.